# Xuemei Hu
Xuemei Hu (kinesiska: 雪梅湖) är en sjö i Kina. Den ligger i den autonoma regionen Tibet, i den sydvästra delen av landet, omkring 780 kilometer norr om regionhuvudstaden Lhasa. Xuemei Hu ligger 4 873 meter över havet. Arean är 26,9 kvadratkilometer. Trakten runt Xuemei Hu består i huvudsak av gräsmarker. Den sträcker sig 7,4 kilometer i nord-sydlig riktning, och 8,7 kilometer i öst-västlig riktning.
Genomsnittlig årsnederbörd är 194 millimeter. Den regnigaste månaden är augusti, med i genomsnitt 39 mm nederbörd, och den torraste är december, med 2 mm nederbörd.